# Norwalk, Kalifornien
Norwalk är en stad (city) i Los Angeles County, i delstaten Kalifornien, USA. Enligt United States Census Bureau har staden en folkmängd på 106 309 invånare (2011) och en landarea på 25,1 km².